# Nesticella kerzhneri
Nesticella kerzhneri là một loài nhện trong họ Nesticidae.
Loài này thuộc chi Nesticella. Nesticella kerzhneri được Yuri M. Marusik miêu tả năm 1987.